# والاس اف جانسون
 والاس اف جانسون (انگلیسی: Wallace F. Johnson؛ زاده ۱۳ ژوئیهٔ ۱۸۸۹ درگذشته ۱۵ فوریهٔ ۱۹۷۱) یک تنیس‌باز اهل ایالات متحده آمریکا بود.